# Alfa Romeo 184T

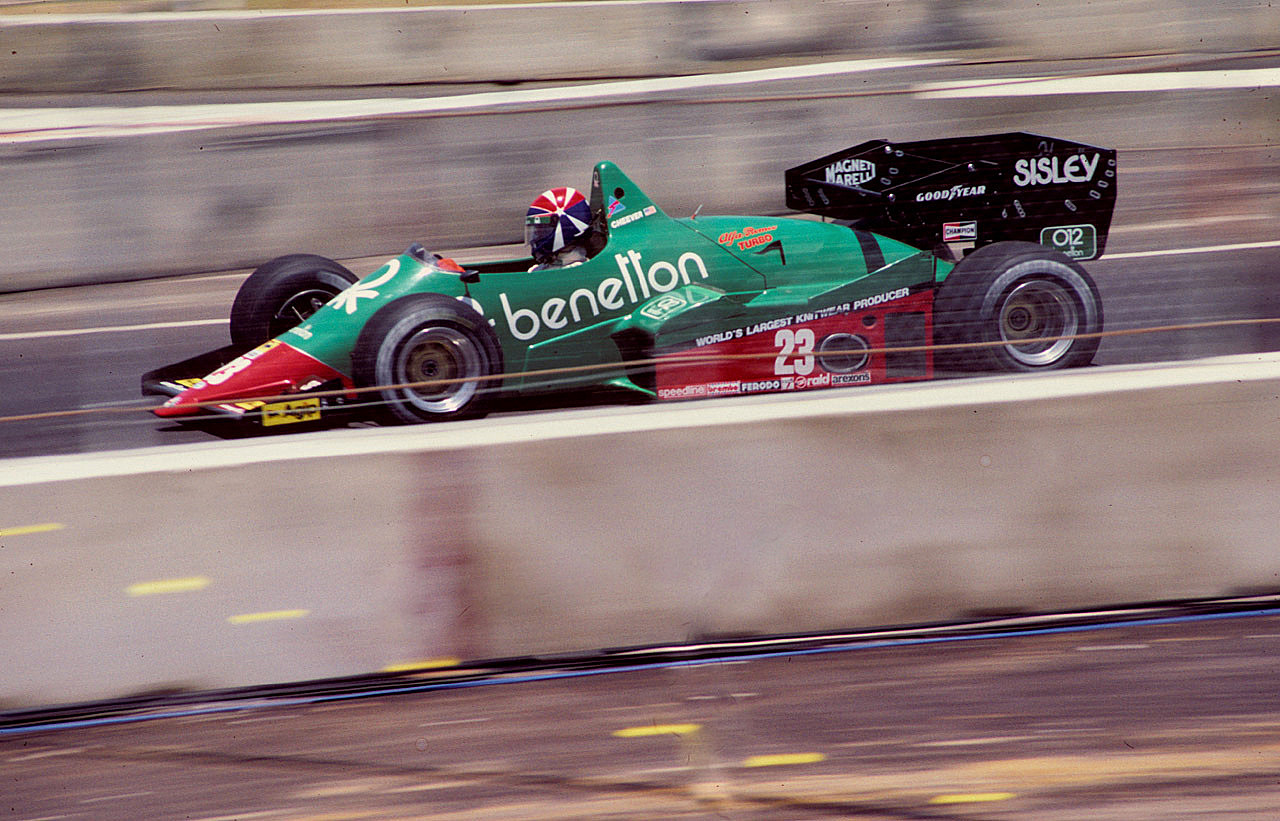
Alfa Romeo 184T beim Großen Preis der USA 1984 in Dallas

Der Alfa Romeo 184T war ein Formel-1-Rennwagen, den das italienische Team Euroracing unter der Bezeichnung Alfa Romeo in der Formel-1-Weltmeisterschaft einsetzte. 1984 wurde das Auto zu jedem Rennen gemeldet. In der zweiten Hälfte der Saison 1985 erschien es unter der Bezeichnung 184TB erneut, nachdem sich sein Nachfolger, der Alfa Romeo 185T, als untauglich erwiesen hatte. Der 184T bildete nach überwiegender Ansicht die technische Grundlage für den EuroBrun ER188, der 1988 und 1989 vom Team EuroBrun gemeldet wurde.

## Hintergrund
Der italienische Staatskonzern Alfa Romeo war seit 1976 als Motorenlieferant für das Brabham-Team in der Formel 1 engagiert. Seit 1979 unterhielt Alfa Romeo darüber hinaus ein Werksteam, das bis 1982 von Alfa Romeos Tochterunternehmen Autodelta und ab 1983 von dem selbständigen Mailänder Team Euroracing geleitet wurde. Euroracing konstruierte ab 1983 auch die Einsatzfahrzeuge, während Autodelta für die Entwicklung der Motoren zuständig war. Seit 1983 setzte das Team einen unter der Leitung von Carlo Chiti entwickelten eigenen Turbomotor vom Typ Alfa Romeo 890T ein, der seinen Fahrern in seinem Debütjahr zwei zweite Plätze und insgesamt 18 Weltmeisterschaftspunkte ermöglichte.
In der Formel-1-Saison 1984 hatte sich die Turbotechnologie weitestgehend durchgesetzt. Mit Ausnahme von Tyrrell setzten alle Teams Turbomotoren ein. Allerdings wurde das Potential der Turbomotoren 1984 erstmals durch eine Limitierung des Benzinverbrauchs reglementiert. Während es bis 1983 keine Höchstgrenzen der Benzinmenge gegeben hatte, war der Verbrauch ab 1984 auf 220 Liter für jedes Rennen begrenzt. Diese Entwicklung war vor allem für Alfa Romeo problematisch, da Chitis Achtzylinder-Turbo als der verbrauchsintensivste Motor des Starterfeldes galt: Bei den erfolgreichsten Rennen des Jahres 1983 hatte der 183T bis zu 300 Liter Benzin verbraucht.
Euroracing und Alfa Romeo versuchten für die Saison 1984, den problematischen Benzinverbrauch durch die Konstruktion eines neuen Autos sowie durch Modifikationen am Motor zu reduzieren, erzielten dabei aber nur geringe Erfolge.

## Technik

### Basisversion
Der Alfa Romeo 184T wurde bei Euroracing unter der Leitung von Mario Tollentino und Luigi Marmiroli entwickelt; daneben konstruierte auch der Grazer Ingenieur Gustav Brunner, der 1984 als Renningenieur für Riccardo Patrese fungierte, einige Details des neuen Autos. Der 184T war eine Evolution des von Gérard Ducarouge konzipierten Vorgängers 183T, dessen Dimensionen er im Bereich der Gesamtlänge, des Radstands und der hinteren Spurweite unverändert übernahm.
Der Alfa Romeo 184T wies ein neu konstruiertes, im Vergleich zum Vorgänger schlankeres Monocoque auf, das in Großbritannien bei Advanced Composite Technology hergestellt wurde. Der Überrollbügel war voll verkleidet und hatte die Form einer Pyramide. Die Motorabdeckung war tonnenförmig gestaltet. Im hinteren Bereich übernahm Tollentino zahlreiche Details des 183T. Das betraf unter anderem die Form der Seitenkästen und die Lage der Kühler. Neu war die Positionierung der Ölkühler, die sich nun am hinteren Ende der Seitenkästen, unmittelbar vor den Hinterrädern, befanden. Die Aerodynamik wurde in Pininfarinas Windkanal optimiert, der einen festen Boden aufwies, aber Tests mit 1:1-Modellen zuließ. Im Laufe des Jahres erfolgten weitere Aerodynamiktests bei Dallara, die zu einer veränderten Form der Seitenkästen und zu der Einführung eines flaschenförmigen Heckabschlusses (sog. bottleneck rear) führten. Gustav Brunner erklärte im folgenden Jahr, Alfa Romeo habe ihn 1984 eine Reihe von Aerodynamiktests durchführen lassen; die so gewonnenen Erkenntnisse seien aus finanziellen Gründen aber nur selten umgesetzt worden. Brunner nutzte seine Erfahrungen 1985 für den Bau des RAM 03.
Die Aufhängung bestand beim 184T vorne aus Schubstreben und hinten aus Zugstreben, jeweils verbunden mit Dämpfern von Koni.
Als Antrieb diente wie schon 1983 Alfa Romeos Turbomotor vom Typ 890T. Gegenüber dem Vorjahr erfuhr der Motor nur geringfügige Modifikationen. Die von Carlo Chiti als problematisch empfundenen Avio-Turbolader wurden ebenso unverändert übernommen wie die rein mechanisch operierende Benzineinspritzung, die nahezu keine verbrauchssenkenden Eingriffe zuließ. Dem Erfordernis eines reduzierten Benzinverbrauchs begegnete Alfa Romeo in erster Linie durch eine Absenkung des Ladedrucks. War der 890T in der Vorsaison noch regelmäßig mit einem Ladedruck von 3,0 bar und gelegentlich auch mit 3,8 bar gefahren worden, so ließ Autodelta 1984 bei einigen Rennen lediglich einen Druck von 2,2 bar zu. Damit erreichten sie eine Leistung von weniger als 600 PS, sodass sie nur unwesentlich stärker waren als ein Cosworth DFV-Saugmotor.
Die Kraftübertragung erfolgte zunächst über das seit 1983 bekannte Fünfganggetriebe, das bei Euroracing konstruiert worden war und Zahnräder von Hewland verwendete. Um den Benzinverbrauch zu senken, stellte das Team zum Großen Preis von San Marino auf ein Sechsganggetriebe um.
Insgesamt entstanden vier Fahrzeuge vom Typ 184T.

### Modifikationen für den 184TB
Im Winter 1984/85 entwickelte Euroracing den 184TB, der zunächst als Interimsmodell für die Wintertestfahren gedacht war. Nachdem sich der Nachfolger 185T als erfolglos erwiesen hatte, griff das Team ab Sommer 1985 auf den 184TB zurück und machte ihn zum regulären Einsatzfahrzeug.
Der 184TB unterschied sich vor allem durch die Aufhängung vom 184T: Anders als das 1984er Fahrzeug (und anders als der 185T) hatte der 184TB vorn und hinten Schubstreben. Im Motorbereich übernahm der 184TB die Modifikationen, die bereits zu Saisonbeginn 1985 für den 185T eingeführt worden waren. Dazu gehörten Turbolader von KKK und eine elektronische Benzineinspritzung von Bosch.

## Renneinsätze
1984 und 1985 wurden Euroracing und Alfa Romeo nicht mehr durch den Tabakkonzern Philip Morris unterstützt, sondern durch das italienische Strickwarenunternehmen Benetton, das im Jahr zuvor das Tyrrell-Team gefördert hatte. Infolge des Sponsorwechsels waren die Autos nun überwiegend grün lackiert.

### 1984
Der 184T wurde spät fertiggestellt. Die ersten Testfahrten erfolgten zwei Wochen vor dem ersten Rennen des Jahres auf Alfa Romeos Teststrecke in Balocco.
Zu den Weltmeisterschaftsläufen des Jahres meldete Euroracing die Fahrer Riccardo Patrese und Eddie Cheever. Im Laufe des Jahres erwiesen sich die Autos als nicht konkurrenzfähig. Patrese und Cheever kamen jeweils nur sechsmal ins Ziel; jeder Fahrer fiel zehnmal aus. Wesentlicher Ausfallgrund war Alfas Turbotriebwerk: „Wenn der Motor nicht vorher explodierte, blieben die Fahrer vor Rennende ohne Benzin liegen.“ Aufgrund des reduzierten Ladedrucks war das Auto auf der Rennstrecke nicht leistungsstark genug. Der 184T erreichte vor allem auf langen Geraden keine ausreichende Höchstgeschwindigkeit. Die Umstrukturierung der Heckpartie hin zu einem „Bottleneck“-Heck, das 1983 maßgeblich von McLaren entwickelt worden war, brachte nur geringe Verbesserungen. Laut Eddie Cheever steigerte sich dadurch die Höchstgeschwindigkeit lediglich um 5 km/h.
Cheever kam 1984 einmal und Patrese dreimal in die Punkteränge. Der Italiener wurde einmal Sechster und einmal Vierter, und den Großen Preis von Italien, das Heimatrennen seines Teams, beendete er als Dritter. Es war die letzte Podiumsplatzierung eines Alfa Romeo in der Formel 1.
Tiefpunkt war die Nichtqualifikation Cheevers beim Großen Preis von Monaco. Bei der Veranstaltung, zu der nur 20 Fahrzeuge zugelassen waren, kam Cheever auf den 23. Platz. Er lag damit 3,8 Sekunden über der Pole-Zeit von Alain Prost im McLaren und 0,35 Sekunden über der Zeit Stefan Bellofs, der sich mit seinem Saugmotor-Tyrrell für Platz 20 qualifiziert hatte.

### 1985

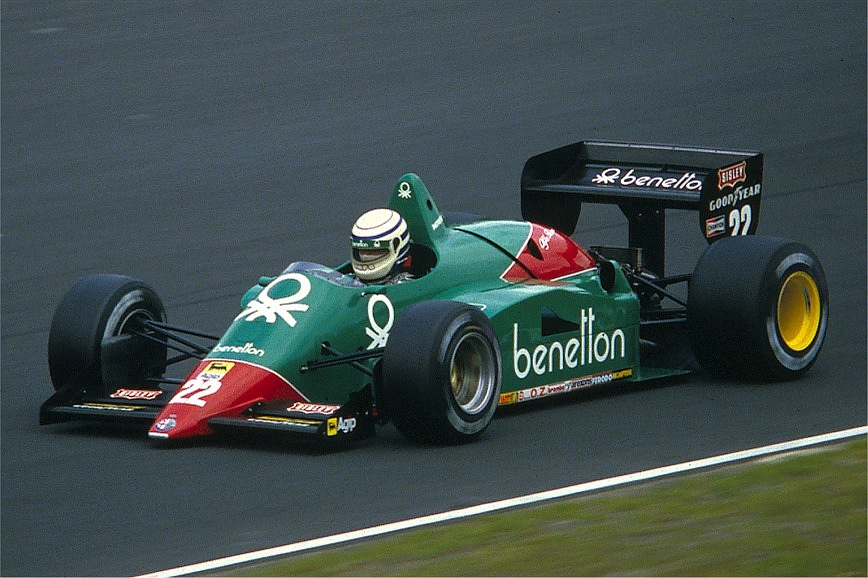
Riccardo Patrese im Alfa Romeo 184TB beim Großen Preis von Deutschland 1985

Für 1985 behielt Euroracing die Fahrerpaarung Patrese/Cheever bei. Das Team setzte zunächst den von John Gentry entwickelten 185T ein. Mit ihm kamen die Fahrer bis zur Saisonmitte nur drei- bzw. viermal ins Ziel; das beste Ergebnis waren dabei zwei neunte Plätze. Beide Fahrer beklagten die mangelhaft Fahrbarkeit des Autos. Patrese bezeichnete den 185T rückblickend als das schlechteste Formel-1-Auto, das er jemals gefahren sei. Im Hinblick auf die schlechten Resultate und die Kritik der Fahrer zog Euroracing den 185T im Frühsommer 1985 zurück und meldete für den Rest des Jahres stattdessen den überarbeiteten 184TB.
Cheever erhielt den 184TB zum Großen Preis von Großbritannien, Patrese zum darauf folgenden Rennen in Deutschland. Mit dem älteren Auto setzten beide Fahrer die Misserfolgsserie der letzten Monate fort: Jeder von ihnen kam bei acht bzw. neun Weltmeisterschaftsläufen nur einmal ins Ziel. Patrese wurde beim Großen Preis von Europa Neunter, Cheever beim gleichen Rennen Elfter.

## Weitere Verwendung des 184T: EuroBrun ER188

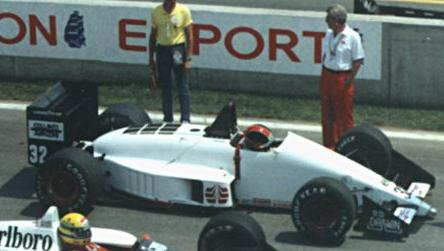
Basierte auf dem Alfa Romeo 184T: Der EuroBrun ER188 von 1988.

Mit Ablauf der Saison 1985 zog sich Alfa Romeo werksseitig aus dem Formel-1-Sport zurück. Von dieser Entscheidung unberührt blieb die Lieferung von 890T-Motoren an das Turiner Osella-Team, die bis 1988 fortgesetzt wurde. Die vorhandenen Chassis der Typen 184T und 185T verblieben bei Euroracing. Da Euroracing für die Formel-1-Weltmeisterschaft 1986 keinen Partner fand und eine Fortsetzung des Formel-1-Engagements alleine nicht finanzieren konnte, stellte das Mailänder Team sein Formel-1-Engagement zunächst ein.
1988 kehrte Euroracing in die Formel 1 zurück, nachdem das Team eine Verbindung mit dem Schweizer Rennstall Brun Motorsport eingegangen war. Das von Euroracing geleitete und von Walter Brun finanzierte Projekt erhielt die Bezeichnung EuroBrun. Das EuroBrun-Team debütierte beim ersten Rennen der Saison 1988. Als Einsatzfahrzeug wurde der EuroBrun ER188 gemeldet. Das von Mario Tollentino konstruierte Auto wies erhebliche Ähnlichkeiten mit dem Alfa Romeo 184T auf. Das galt für die Fahrzeugnase, das Monocoque, den Überrollbügel und die halbrunde Motorabdeckung. Das Team bestätigte eine Verwandtschaft beider Autos nicht; zahlreiche Beobachter halten dies aber für sehr wahrscheinlich. Eddie Cheever, der den 184T selbst gefahren hatte, war der Ansicht, dass der EuroBrun ER188 lediglich eine Überarbeitung der vier Jahre alten Alfa-Konstruktion sei: „Schleife die weiße Farbe ab, dann kommt das Grün des 184T wieder zum Vorschein!“ Ähnlich äußerte sich Günter Schmid, Chef des Konkurrenzteams Rial: „Wenn man den EuroBrun rot anstreicht, hat man einen Alfa. Die haben nichts gemacht.“

## Rennergebnisse
| Saison                          | Nr.                             | 1   | 2   | 3   | 4   | 5   | 6   | 7   | 8   | 9   | 10  | 11  | 12  | 13  | 14 | 15  | 16  | Punkte | Rang |
| ------------------------------- | ------------------------------- | --- | --- | --- | --- | --- | --- | --- | --- | --- | --- | --- | --- | --- | -- | --- | --- | ------ | ---- |
| Formel-1-Weltmeisterschaft 1984 | Formel-1-Weltmeisterschaft 1984 |     |     |     |     |     |     |     |     |     |     |     |     |     |    |     |     | 11     | 8    |
| R. Patrese                      | 22                              | DNF | 4   | DNF | DNF | DNF | DNF | DNF | DNF | DNF | 12  | DNF | 10  | DNF | 3  | 6   | 8   | 11     | 8    |
| E.Cheever                       | 23                              | 4   | DNF | DNF | 7   | DNF | DNQ | 11  | DNF | DNF | DNF | DNF | DNF | 13  | 9  | DNF | 17  | 11     | 8    |
| Formel-1-Weltmeisterschaft 1985 | Formel-1-Weltmeisterschaft 1985 |     |     |     |     |     |     |     |     |     |     |     |     |     |    |     |     | 0      | -    |
| R. Patrese                      | 22                              |     |     |     |     |     |     |     |     | DNF | DNF | DNF | DNF | DNF | 9  | DNF | DNF | 0      | -    |
| E. Cheever                      | 23                              |     |     |     |     |     |     |     | DNF | DNF | DNF | DNF | DNF | DNF | 11 | DNF | DNF | 0      | -    |

| Legende  | Legende            | Legende                                                          |
| Farbe    | Abkürzung          | Bedeutung                                                        |
| -------- | ------------------ | ---------------------------------------------------------------- |
| Gold     | –                  | Sieg                                                             |
| Silber   | –                  | 2. Platz                                                         |
| Bronze   | –                  | 3. Platz                                                         |
| Grün     | –                  | Platzierung in den Punkten                                       |
| Blau     | –                  | Klassifiziert außerhalb der Punkteränge                          |
| Violett  | DNF                | Rennen nicht beendet (did not finish)                            |
| Violett  | NC                 | nicht klassifiziert (not classified)                             |
| Rot      | DNQ                | nicht qualifiziert (did not qualify)                             |
| Rot      | DNPQ               | in Vorqualifikation gescheitert (did not pre-qualify)            |
| Schwarz  | DSQ                | disqualifiziert (disqualified)                                   |
| Weiß     | DNS                | nicht am Start (did not start)                                   |
| Weiß     | WD                 | zurückgezogen (withdrawn)                                        |
| Hellblau | PO                 | nur am Training teilgenommen (practiced only)                    |
| Hellblau | TD                 | Freitags-Testfahrer (test driver)                                |
| ohne     | DNP                | nicht am Training teilgenommen (did not practice)                |
| ohne     | INJ                | verletzt oder krank (injured)                                    |
| ohne     | EX                 | ausgeschlossen (excluded)                                        |
| ohne     | DNA                | nicht erschienen (did not arrive)                                |
| ohne     | C                  | Rennen abgesagt (cancelled)                                      |
| ohne     | keine WM-Teilnahme |                                                                  |
| sonstige | P/fett             | Pole-Position                                                    |
| sonstige | 1/2/3/4/5/6/7/8    | Punktplatzierung im Sprint-/Qualifikationsrennen                 |
| sonstige | SR/kursiv          | Schnellste Rennrunde                                             |
| sonstige | *                  | nicht im Ziel, aufgrund der zurückgelegten Distanz aber gewertet |
| sonstige | ()                 | Streichresultate                                                 |
| sonstige | unterstrichen      | Führender in der Gesamtwertung                                   |